# Нова Правда
Нова Правда (пол. Nowa Prawda) — село в Польщі, у гміні Сточек-Луковський Луківського повіту Люблінського воєводства.
Населення — 249 осіб (2011).
У 1975-1998 роках село належало до Седлецького воєводства.

## Демографія
Демографічна структура станом на 31 березня 2011 року:
|          | Загалом | Допрацездатний вік | Працездатний вік | Постпрацездатний вік |
| -------- | ------- | ------------------ | ---------------- | -------------------- |
| Чоловіки | 124     | 21                 | 84               | 19                   |
| Жінки    | 125     | 25                 | 65               | 35                   |
| Разом    | 249     | 46                 | 149              | 54                   |